# Thomas Weißenborn
Thomas Weißenborn (* 23. Januar 1968) ist ein evangelischer Theologe und seit 1999 Dozent am Marburger Bibelseminar.

## Leben
Weißenborn studierte an der Marburger Universität und promovierte 2002 mit einem Thema aus der Ökumene zum Doktor der Theologie. Neben dem Studium engagierte er sich in dieser Zeit im Christus-Treff Marburg und war unter anderem für die Entwicklung und Durchführung von Glaubens- und Jüngerschaftskursen verantwortlich. Nach einem einjährigen Aufenthalt in London an der reformierten Gemeinde Westminster Chapel und in der Christian Union begann er sein Vikariat 1997 in der Evangelischen Kirche in Hessen und Nassau. Seit 1999 unterrichtet er am Marburger Bibelseminar die Fächer Dogmatik, Ethik, Hermeneutik, Homiletik und Neues Testament und ist seit kurzem stellvertretender Direktor. Er hat vier Kinder und lebt mit seiner Familie in Marburg.

## Schriften

### Als Alleinautor
- Religionsfreiheit. Christliche Wahrheit und menschliche Würde im Konflikt? Francke, Marburg 2003, ISBN 3-86122-604-9.
- Gott ganz nah: Der Heilige Geist und wir. Francke, Marburg 2003 und 2011, ISBN 978-3-86122-650-5
- Apostel, Lehrer und Propheten Band 1. Einführung in das Neue Testament. Francke, Marburg 2004, ISBN 978-3-86827-323-6
- Apostel, Lehrer und Propheten Band 2. Evangelien und Apostelgeschichte. Francke, Marburg 2004, ISBN 978-3-86122-676-5
- Apostel, Lehrer und Propheten Band 3. Petrusbrief bis Offenbarung. Francke, Marburg 2005, ISBN 978-3-86122-722-9
- Im Himmel gibt es keine Windeln. Ein Familienvater packt aus. Francke, Marburg 2006, ISBN 978-3-86122-807-3
- Sag mal, was du glaubst! Mit Kindern über den christlichen Glauben sprechen. Francke, Marburg 2006
- Das Geheimnis der Hoffnung. Einführung in den christlichen Glauben. Francke, Marburg 2008, ISBN 978-3-86827-046-4
- Christsein in der Konsumgesellschaft: Nachdenken über eine alltägliche Herausforderung. Francke, Marburg 2009, ISBN 978-3-86827-131-7
- Anders leben. Eine Familie fairsuchts. Francke, Marburg 2013. ISBN 978-3-86827-371-7

### Als Mitautor
- Thomas und Sabine Weißenborn: Die kunterbunte Bibelwelt; 2002
- Tobias Faix, Thomas Weißenborn: Zeitgeist: Kultur und Evangelium in der Postmoderne. Francke, Marburg 2007, ISBN 978-3-86122-967-4
- Tobias Faix, Thomas Weißenborn, Peter Aschoff: Zeitgeist 2: Postmoderne Heimatkunde. Francke, Marburg 2009, ISBN 978-3-86827-121-8

### Als Übersetzer
- Ajith Fernando: Checkliste Glaube. Dienen wie Jesus. Francke, Marburg 2011. ISBN 	978-3-86827-239-0
- Lisa T. Bergren: Waterfall. Francke, Marburg 2012. ISBN 978-3-86827-359-5
- Ron Hall, Denver Moore und Lynn Vincent: Genauso anders wie ich. Eine unglaublich wahre Geschichte. Francke, Marburg 2012. ISBN 978-3-86827-307-6
- Chi Huang und Irwin Tang: Der Slumdoc. Francke, Marburg 2013. ISBN 978-3-86827-372-4
- Nicholas Thomas Wright: Jesus. Wer er war, was er wollte und warum er für uns wichtig ist. Francke, Marburg 2013. ISBN 978-3-86827-384-7
- Marianne Grandia: Weißer als Schnee. Francke, Marburg 2014. ISBN 978-3-86827-426-4